# NEWS DOME PARTY 2010 LIVE! LIVE! LIVE! DVD!
『NEWS DOME PARTY 2010 LIVE! LIVE! LIVE! DVD!』（ニュース ドーム パーティー 2010 ライブ ライブ ライブ ディーブイディー）は、日本の男性アイドルグループ、NEWSの5枚目のDVD。

## 概要
約1年8か月ぶりに東京と大阪で行った「LIVE! LIVE! LIVE! NEWS DOME PARTY 2010」の最終日（2010年9月28日）の東京ドーム公演を収録。
2010年11月に発売された「Fighting Man」もこのコンサートが初披露である。
DISC1,DISC2は初回・通常とも共通である。
初週12万6000枚を売り上げ、2011年1月3日付オリコン総合DVDランキングで1位を獲得した。これは初DVD『NEWSニッポン0304』から5作連続ミュージックDVD部門1位となる。
2011年10月7日で錦戸亮・山下智久が脱退したため、6人体制では最後のツアーかつ映像作品となった。

### 初回生産限定
- スペシャルパッケージ/三方背ケース入
- 48Pブックレット
- 3枚組（ツアードキュメンタリー）

### 通常仕様
- 2枚組（DISC1、DISC2のみ）
- 四つ折り投込み封入

## 収録内容

### DISC1
1. OVERTURE
2. 恋のABO
3. weeeek
4. さくらガール
5. SUMMER TIME
6. 紅く燃ゆる太陽
7. 星をめざして
8. Dancin' in the Secret
9. MC
10. 僕のシンデレラ - テゴマス
11. 夜は星をながめておくれ - テゴマス
12. 言いたいだけ - 小山慶一郎・加藤成亮
13. エンドレス・サマー
14. サヤエンドウ
15. 太陽のナミダ
16. 秋の空
17. 生まれし君へ
18. BE FUNKY!
19. LIVE

### DISC2
1. code - 錦戸亮
2. 内容の無い手紙
3. Happy Birthday
4. NEWSニッポン
5. チェリッシュ
6. One in a million - 山下智久
7. Forever
8. SNOW EXPRESS
9. ワンダーランド
10. TEPPEN
11. 希望〜Yell〜
12. Share
13. D.T.F
14. 2人/130000000の奇跡
15. 恋のABO
16. Fighting Man

### DISC3
※初回限定盤のみ収録
- LIVE! LIVE! LIVE! -DOCUMENTARY FILMS-

9/18-20 KYOCERA DOME OSAKA
9/25-28 TOKYO DOME